# Валь, Лукас де
Лукас де Валь (нидерл. Lucas de Wael; 3 марта 1591 года, Антверпен — 25 октября 1661 года, там же) — южнонидерландский (фламандский) живописец-пейзажист; сын Яна де Валя; старший брат художника Корнелиса де Валя.
Ученик поначалу своего отца, затем дяди — Яна Брейгеля-старшего в его школе-мастерской, из которой вместе с братом Корнелисом отправился в Италию. За долгие годы жизни в Генуе написал множество пейзажей с водопадами и скалами, как масляными красками, так на фресках. По возвращении из Италии в 1628 году был зачислен в антверпенскую гильдию живописцев.